# Ennia Fortuna
Ennia Fortuna war eine  antike römische Glasmacherin, tätig wohl im 1. Jahrhundert in Rom.
Überliefert ist ihr Name einzig auf dem Bodenfragment einer freigeblasenen Glasflasche mit einer retrograden dreizeiligen Marke ENNI / A FORT / VNA.